# So How Come (No One Loves Me)
«So How Come (No One Loves Me)» (рус. Как же так (Никто не любит меня)) — песня в стиле кантри, написанная супружеским дуэтом Фелис и Будло Брайант. Песня была записана популярным американским дуэтом The Everly Brothers и вышла на их четвёртом студийном альбоме A Date with the Everly Brothers в 1960 году (альбом вошёл в десятку популярных как в Великобритании, так и в США).

## Версия «Битлз»
Группа «Битлз» записала свою версию песни для шестого выпуска радиошоу BBC «Pop Go The Beatles». Запись была произведена 10 июля 1963 года; передача вышла в эфир 23 июля 1963 года. В 1994 году эта запись была опубликована в составе компиляционного альбома Live at the BBC.
В записи участвовали:
- Джордж Харрисон — основной вокал, соло-гитара
- Джон Леннон — подголоски, ритм-гитара
- Пол Маккартни — подголоски, бас-гитара
- Ринго Старр — ударные

## Другие кавер-версии
- Песня исполнялась также американским исполнителем Доном Гибсоном: его версия была опубликована в виде сингла в 1962 году[2].
- В 2004 году кавер-версия данной песни в исполнении Эдди Энджела (гитариста американской группы Los Straitjackets) была выпущена на альбоме Eddie Angel Meets the Beatles[3].